# Gouqi Dao
Gouqi Dao (kinesiska: 枸杞岛) är en ö i Kina. Den ligger i provinsen Zhejiang, i den östra delen av landet, omkring 250 kilometer öster om provinshuvudstaden Hangzhou. Arean är 6,7 kvadratkilometer. Den sträcker sig 4,2 kilometer i nord-sydlig riktning, och 4,1 kilometer i öst-västlig riktning.